# Дорнбірнер-Ах
Дорнбірнер Ах (також Дорнбірнерах або Дорнбірнер Ахе) є разом із північнішим Брегенцер Ах, одним із найважливіших водостоків для невеликих струмків західної частини Брегенцервальдських гір та долини нижнього Рейну в австрійській землі Форарльберг. До того, як Рейн був зарегульований, Дорнбірнер Ах впадав у Боденське озеро поблизу Фусаха. Сьогодні 30-кілометрова річка тече від містечка Гард на схід від і кілька кілометрів паралельно до Рейну та впадає в Боденське озеро, перетинаючи перед цим землі міста Дорнбірн.

## Географія

### Течія річки
Річка бере свій початок у так званому Валорсерталі (ретороманська назва для долини Беренталь), на північно-західному фланзі Хое Фрешенс, поблизу невеликого гірського селища Ебніт, де вона досі носить назву Ебнітерах. Витоки Ебнітераха розташовані майже на півдні муніципалітету Дорнбірн, поблизу кордону з муніципалітетом Цвішенвассер (більше 10 км² південно-східної гірської зони Дорнбірн, а саме район Дорнбірнер Фірст, який лежить на стороні Мелленталя, належить до басейну Брегенцер Ах). Перша ділянка річки характеризується глибокими ущелинами та значними розрізами гірського ландшафту Дорнбірна.

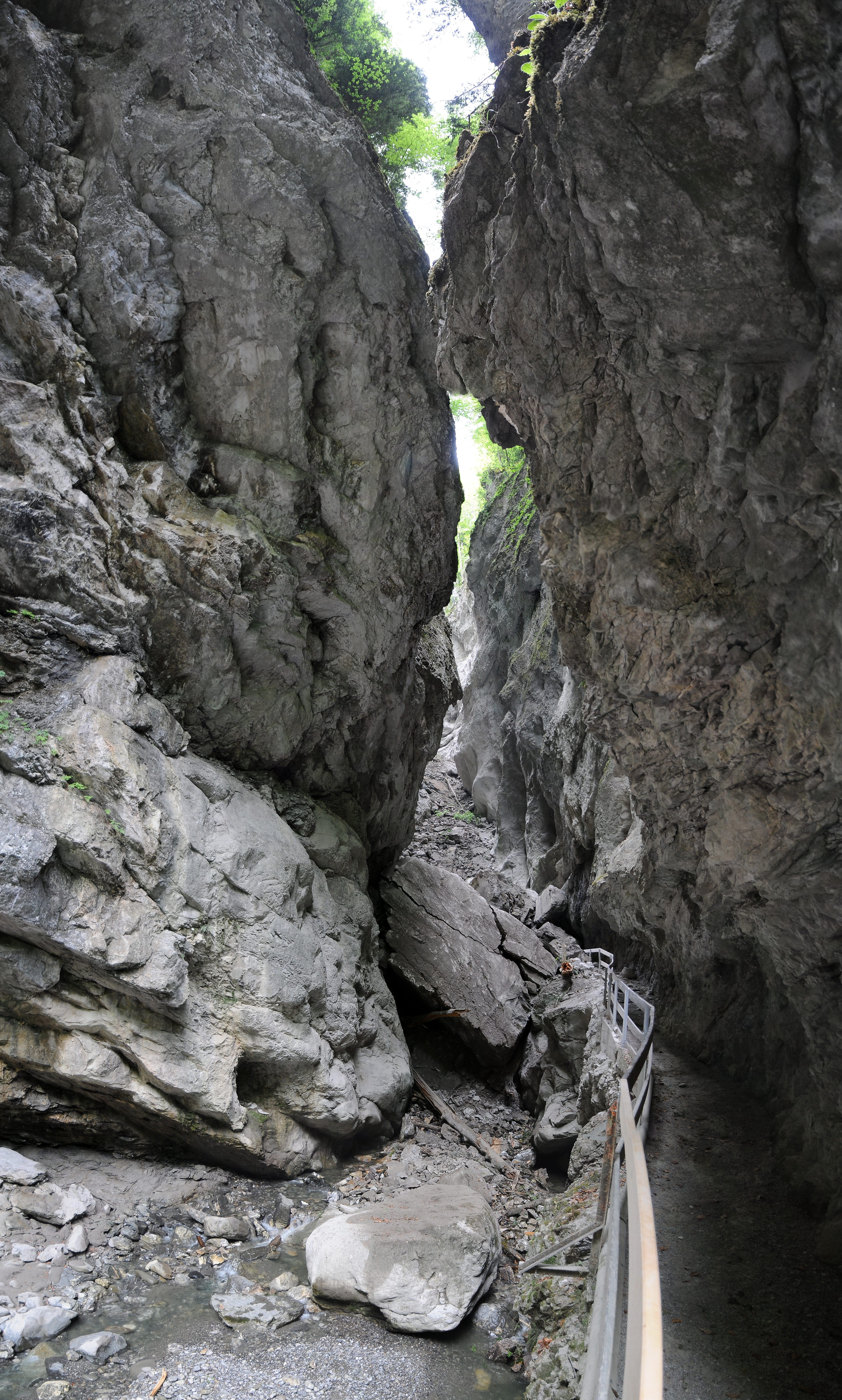
Ущелина Раппенлох після каменепаду 2011 року

Кілька приток, таких як Гунзенах / Кобелах, вливаються до Ах у верхній течії річки. Після ущелини Шауфель, від якої річка офіційно називається Дорнбірнер Ах, вона протікає через ущелину Альплох і запруджується до водосховища Штауфензе. Його названо на честь гори Штауфен, яка височіє над ним. Потім річка перетинає ущелину Раппенлох, яка була вирізана протягом тисяч років, а зараз облаштована як місце для екскурсій, і досягає приблизно на 14,5 кілометрі в Гютле будівель колишньої текстильної фабрики. Зона водозбору Дорнбірнер Ах аж до виходу долини в Гютле з розміром 51,1 квадратних кілометрів є одним з найбільш вологих районів у Форарльберзі.
Нарешті, як межева річка між двома районами Дорнбірна, Хатлердорфом і Обердорфом, або пізніше Марктом, вона досягає населеної території. Повз різноманітні будівлі, такі як лікарня, середня школа чи стадіон Біркенвізе, вона, нарешті, знову веде як межева річка між районами Шорен і Рорбах  до Ахауена, місцевої зони відпочинку. Посеред листяного лісу обабіч від Ах, є особливий перехід через річку, обмежений брід. Річка звивається численними меандрами через Дорнбірн та Лаутерахер Рід, де канал Коблах впадає у неї за 400 метрів від північно-західного краю муніципалітету Дорнбірн.
Там, де Ах раніше був частиною північного муніципального кордону Дорнбірна, Зендерштрассе L41 перетинає річку через критий міст Зендербрюкке, який є захищеною памяткою. І міст, і дорога названі на честь телерадіовежі Лаутерах, яка була побудована 1931 року і розташована приблизно за 400 метрів на схід-північний схід від мосту.

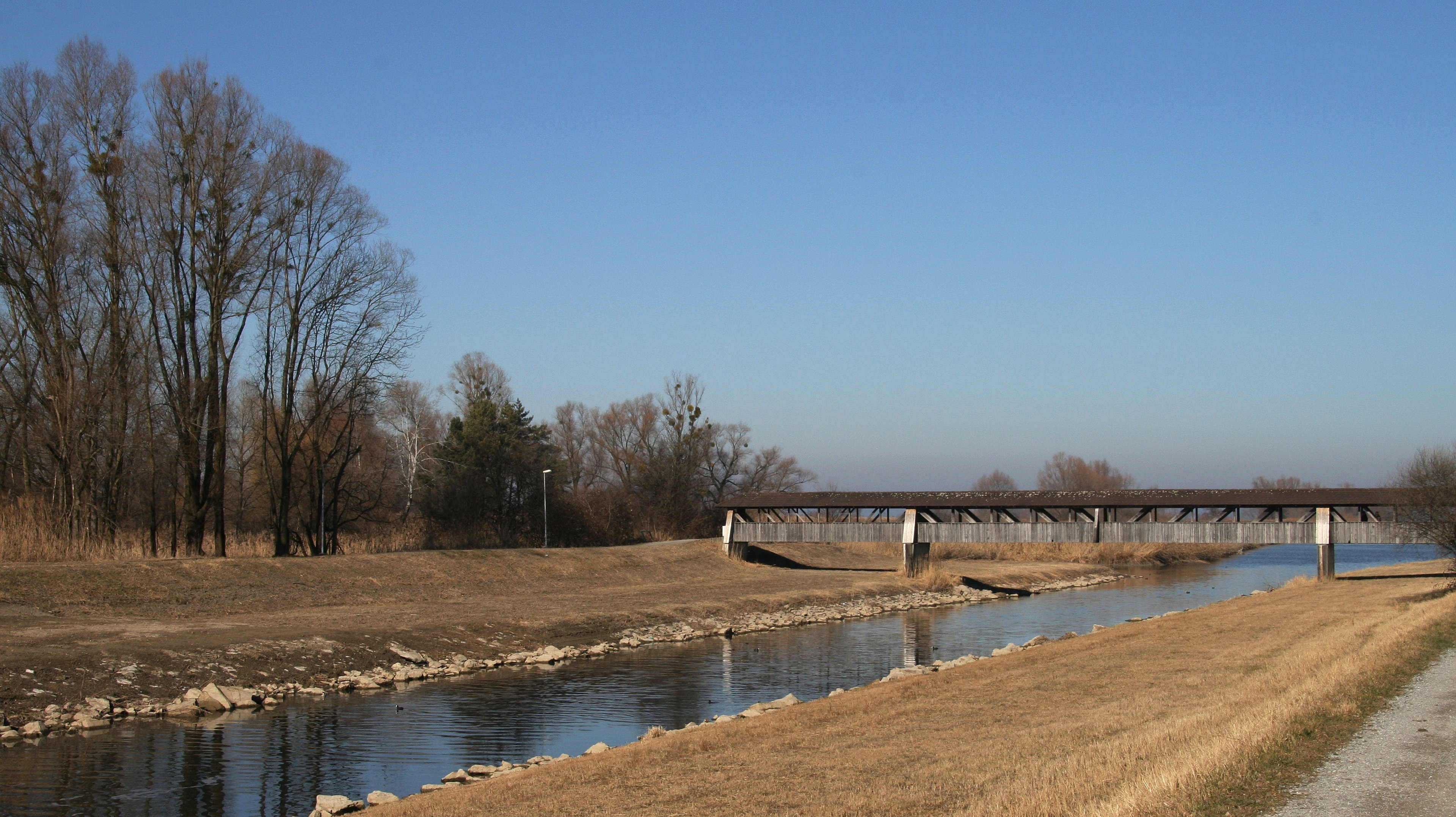
Дорнбірнер Ах у Гарді, незадовго до впадіння у Боденське озеро

Таким чином, Дорнбірнер Ах перетинає муніципалітет Дорнбірн від приблизно 2,5 км на північ від крайньої південної точки до найпівнічнішої точки на північному заході муніципалітету. Водозбір з території на крайньому південному сході муніципалітету розміром трохи більше 10 км² впадає на північний схід до річкової системи Брегенцер Ах. На останній ділянці річки, яка протікає по прямій з моменту зміни русла в рамках Міжнародного Рейнського регламенту 1904 року, вона утворює Природний заповідник дельти Рейну разом зі Старим Рейном. Потім Дорнбірнер Ах протікає паралельно Альпійському Рейну поблизу Гарда і впадає у Боденське озеро.

### Притоки
Дорнбірнер Ах — одна з найважливіших річок у західних Брегенцервальдських горах. Багато більших і менших гірських потоків, в основному з муніципалітету Дорнбірн (Фірст), живлять річку вже на першій ділянці. Лише небагато з численних лівих і правих приток Дорнбірнер Ах мають назву. Тому тут згадуються лише найбільші та найпоширеніші. Кугельбах є одним із перших, що впадає ліворуч у районі Унтере Вельдлеальпе до Дорнбірнер Ах, яка на цій ділянці ще відома як Ебнітерахе. Наступна важлива притока зліва — Брудербах, відомий також як Ебнітер Дорфбах, оскільки він чітко визначає межі села. Лише в районі Альплохшлухта до річки впадає інший великий струмок, Шпатенбах. Численні короткі потоки, довжина яких ледь перевищує кілометр, впадають у Штауфензе. Ймовірно, найважливішою притокою цієї першої ділянки річки є Кобель Ах. Він протікає значною мірою паралельно Ебнітерахе і раніше називався Гунцен Ах. Крім того, у Кобель Ах впадають струмки Лаубах, Рудах і Тінтельсбах, до того як він сам впадає у Дорбінгер Ах у Гютле.
Протягом близько трьох кілометрів у Ах впадають лише притоки з лівого боку. Лише біля нижньої станції канатної дороги Каррензайлбан до річки праворуч впадає Гехельбах. Далі знов ділянка без приток, а наступна значна притока — канал Фусенау, який живиться від декількох струмків (наприклад, Фішбах, Штайнебах, Хазельштаудербах або Карлесграбен) і впадає у Дорбінгер Ах майже перед впадінням Шварцах і подальшим відмітним вигином у течії Дорнбірнер Ах.
Останньою важливою річкою, яка впадає в Ах у муніципалітеті Дорнбірн, є Коблахський канал, офіційно відомий як канал Форарльберер Рейнтальбіннен. Він осушує значні частини нижньої долини Рейну (наприклад, Дорнбірн-Люстенау-Ландграбен) і разом з Рейном є, ймовірно, однією з найважливіших річок, що протікають з півдня на північ в долині Форарльбергер Рейн. Муніципалітет Дорнбірн закінчується за кілька метрів до впадіння Коблахського каналу. Вже в зарегульованому руслі Ах, канал Люстенау є останнім струмком, який впадає в річку лише за близько 350 метрів до її впадіння в Боденське озеро.

### Геологія
Географія навколо Дорнбірнер Ах характеризується трьома характерними районами: по-перше, басейном Боденського озера, який був створений тектонічно з одного боку, а з іншого боку, був сформований ерозією Рейнських льодовиків останніх льодовикових періодів, а по-друге, Східні та Західні Альпи. Уздовж Рейну гельветська плита занурюється під дно долини, у Брегенцькому лісі вапняк покритий флішем. Нарешті, по-третє, долиною Рейну, де через численні річки та струмки над основою відклалося багато осадів. Алювіальний конус Дорнбірнер Ах починається, коли річка виходить з долини, і закінчується навколо першої появи меандрів. У верхній течії Ах протікає переважно через потужні, але крихкі делювіальні маси, з яких утворюються великі маси матеріалу в річці. А нижня течія йде через субстрат з рейнського алювію і власних делювіальних відкладів.

### Гідрологія

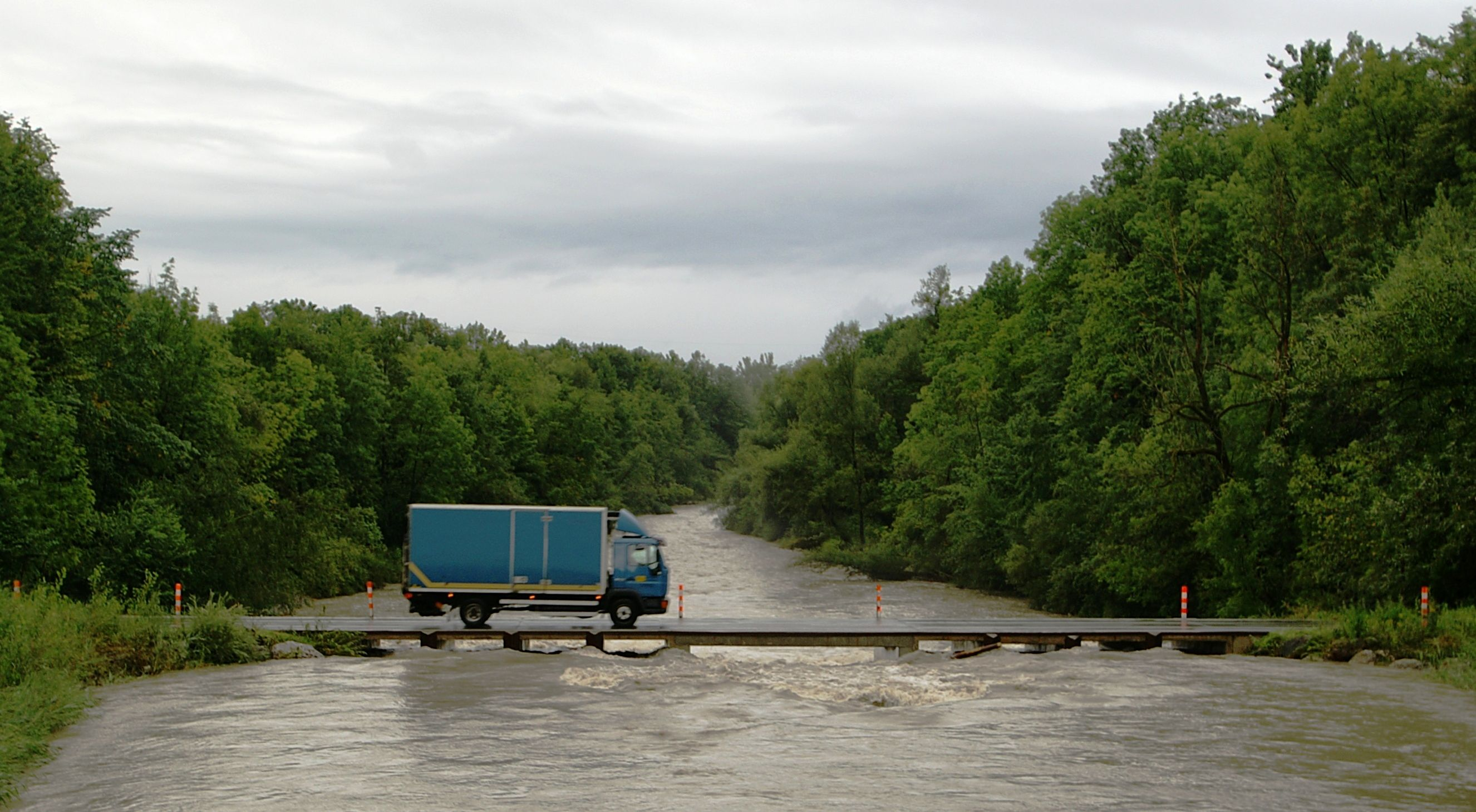
У разі повені брід через Дорнбірнер Ах регулярно затоплюється і тому непрохідний

Площа 51,1 км² водозбору Дорнбірнер Ах аж до виходу долини в Енц є одним з найвологіших районів у Форарльберзі і навіть серед австрійських федеральних земель. Круто висхідні гори, що межують з долиною Рейну, призводять до охолодження вологих повітряних мас при часто переважаючих західних вітрах. Конденсація водяної пари, що утворюється, призводить до похилих дощів і часто локальних злив. Тим не менш, на відносно невеликій території існують сильні регіональні відмінності в частоті та інтенсивності опадів. У місті Дорнбірн випадає в середньому 1451 міліметр на рік, в Гютле за цей же період 1896 міліметрів, а в Ебніті вже 2107 міліметрів.
Завдяки географічному положенню, рельєфу та умовам опадів рівень води в Дорнбірнер Ах коливається дуже сильно і має потокоподібний характер. Це досить чітко видно на точці вимірювання у Енці. Коли рівень води низький, витрата води становить 0,21 м³/с, а в середньому — 2,80 м³/с. У разі повені швидкість потоку може збільшитися до 121 м³/с, що відповідає збільшенню кількості води в 576 разів. Під час повені можливі навіть потоки витратою понад 200 м³/с, але це скоріше виняток. У разі повені століття (HQ 100), гідрологи землі Форарльберг навіть розрахували витрату води у 300 м³/с. Державне управління водного господарства Австрії встановило швидкість потоку Дорнбірнер Ах на рівні 0,5-6 м/с, середньорічна витрата дається як 0,2 млрд. м³

## Історія

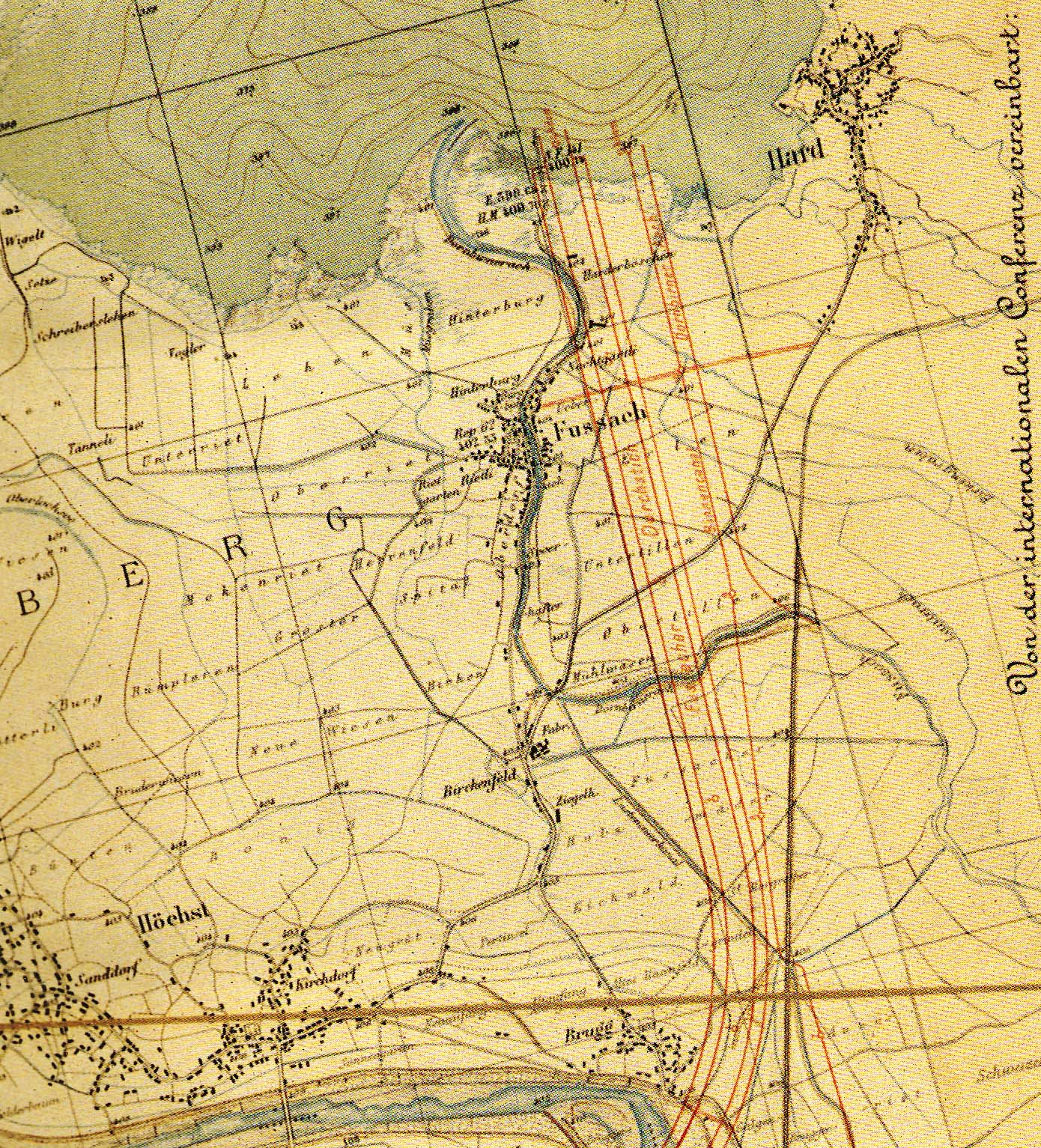
«Фусс Ах» на старій карті регулювання Рейну

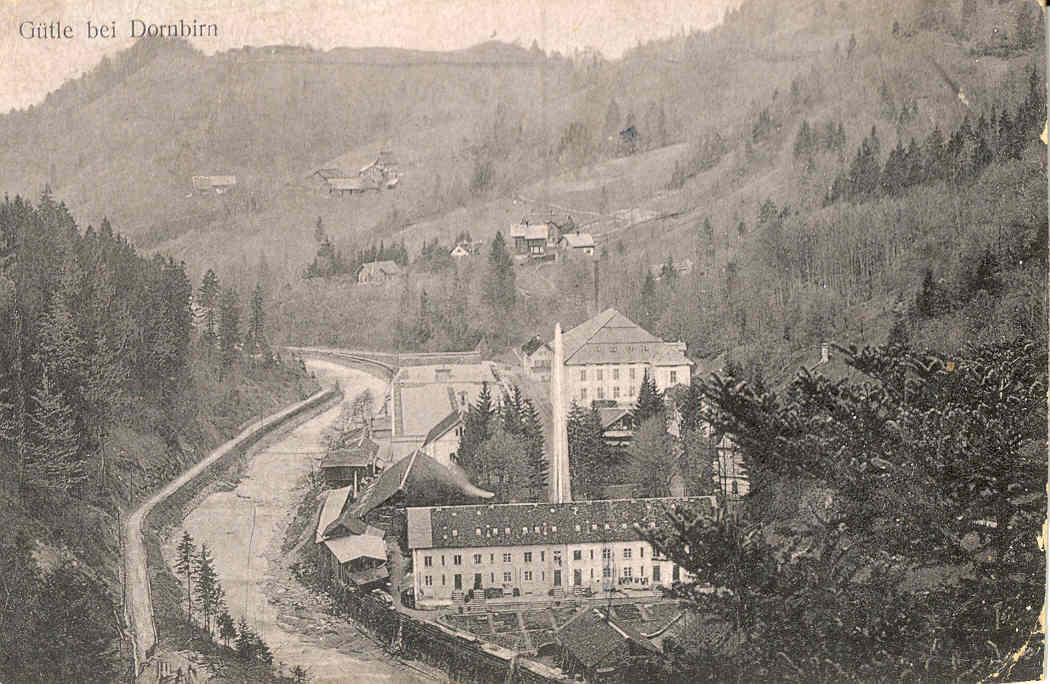
Дорнбірнер Ах 1902 року в Гютле

Для алеманських селян, які спочатку проживали в цьому регіоні, Дорнбірнер Ах був природною перешкодою, яку потрібно було подолати, щоб мати можливість керувати альпійською економікою в районі Дорнбірнер Фірст. Пізніше річку використовували для сплаву деревини. Великі коливання кількості води (майже у 1000 разів), завжди були природною проблемою для лісівників. Лише зведення кам'яних меж довжиною близько 2,5 км від Ахмюле до плавильних заводів між 1830 і 1834 роками під керівництвом обер-вурмейстера Ксавера Фесслера захистило прилеглі землі та житла від регулярних повеней. До цієї роботи були залучені жителі Дорнбірна в межах примусової праці. Цей проект будівництва був спланований інженером Алоїсом Негреллі, який на той час (1826—1832) був ад'юнкт-інженером району Форарльберг, а пізніше став відомий як архітектор Суецького каналу. Для проекту будівництва на Дорнбірнер Ах була створена карта річки на 19 аркушів, намальована братом відомого інженера Францом Негреллі. Ця карта, датована 1826 роком, є найстарішим відомим цілісним зображенням муніципалітету Дорнбірн (за винятком його гірських сіл) і, ймовірно, частиною більшої повної роботи з картографічного розвитку долини Рейну. За рівнем деталізації він є основою для численних досліджень з географії поселень Дорнбірна.
Також у 19 ст У 19 столітті імперські військові стратеги визнали обороноздатність Дорнбірнер Ах. Розгорнуті оборонні плани були складені з посиланням на Дорнбірнер Ах, з метою захисту гавані Фусах, важливої для судноплавства на Боденському озері. У 1899 році від імені текстильної фабрики Хеммерле була побудована гідроелектростанція з водосховищем, відома сьогодні як електростанція Ебензанд і Штауфензе. Ця електростанція мала використовувати воду Дорбінгер Ах для виробництва електроенергії для прядильної фабрики в Гютле; сьогодні вона належить illwerke vkw. З будівництвом каналу Фусахер 1904 року в рамках регулювання Альпійського Рейну, Дорнбірнер Ах був спрямований в нове русло річки і тепер впадає в Боденське озеро поблизу Харда.
Під час проливної зливи серпня 2005 року, яку називають Альпійською повінню 2005 року, Дорнбірнер Ах серйозно пошкодила інфраструктурні об'єкти, такі як брід Ахфурт. Вже з 1990-х років місто Дорнбірн вклало кілька мільйонів євро в оновлення та розширення укріплених берегів річки. 2 липня 2008 року, у співпраці міста Дорнбірн та бюро SpielRäume, русло річки Дорнбірн Ах було обіграно та спроектовано 1840 дітьми дитячого садка та школярів під назвою Ach-Art 08. Ця акція була сприйнята як можливість наблизити мистецтво та природу до дітей. Фотографії, зроблені протягом дня, пізніше були виставлені в Ландхаузі в Брегенці. 10 травня 2011 року природна подія змінила вигляд найвідомішої ділянки Дорнбірнер Ах, ущелини Раппенлох. Близько 13:00 цього дня міст Раппенлох, який перетинав ущелину в її найвужчому місці, обвалився разом з кількома несучими частинами скель і згодом поховав ущелину Раппенлох, до якої раніше можна було потрапити по пішохідних мостах. Лише влітку 2013 року було відкрито альтернативний маршрут для огляду ущелини Раппенлох, який зараз проходить над місцем обвалу. Цей новий пішохідний міст відкриває відвідувачам вид на частково поховану ущелину зверху.
У рамках повені в Центральній Європі наприкінці травня 2013 року Форарльберг знову постраждав від великої кількості дощу, з обмеженими локальними повенями та зсувами. Найвищий рівень води у Дорбінгер Ах був у вихідні 31травня — 02 червня; він відповідав 10-річним повеням. Однак, окрім очікуваного затоплення броду Ахфурта, іншої шкоди головного рукава Дорнбірнер Ах не було.

### Історія поселень
Перші ознаки присутності людини на руслі Дорнбірнер Ах походять з бронзової доби (3000-1800 рр. до н. е.). Це лезо бронзового кинджала, яке було знайдено 1971 року під час земляних робіт для нового будівництва мосту Ахмюлер. Це також найстаріша знахідка в муніципальному районі Дорнбірн, який все ще населений сьогодні. Але, швидше за все, поселення на той час не було. Також з часів римського поселення, коли вся територія Форарльберга належала до римської провінції Реція, на Дорнбірнер Ах не відомо жодного поселення. Тим не менш, римська дорога, Віа Мала з Медіоланума (Мілан) до Аргенторатуму (Страсбург), здається, перетинала Дорнбірнер Ах. Лише в ході алеманського завоювання в 3 ст. здається перші люди з народу алеманів оселилися в районі виходу річки з долини. На це вказує алеманська могила, знайдена 1898 року. Оскільки аламани не будували окремих могил, а поля поховання створювалися в основному поблизу поселень, історики виводять з цієї могили знахідку поселення в районі сучасного Гатлердорфа в VI—VII ст.
Нарешті, близько 9-го ст. все більше і більше невеликих поселень виникали на економічно і транспортно-технічно важливих розв'язках вздовж Дорнбірнер Ах. Село Фусах (Фоссонас) та Лустенау (Лустенуа) вперше згадуються в документах у 840 році та у 887 році відповідно. Сам Дорнбірн з'являється вперше як Торрінпуррон 895 року. На південь від Дорнбірнер Ах виникло село Хатлердорф, на північ від нього — села Нідердорф (сьогодні Маркт) у долині та Обердорф на схилі пагорба. Ці населені пункти завжди належали до муніципалітету, а пізніше утворили три з чотирьох оригінальних районів міста Дорнбірн.
Лише в пізньому середньовіччі долина Ебнітерах, яка раніше використовувалася як пасовище, також була заселена. Збіднілі жителі сьогоднішнього швейцарського кантону Вале, так звані вальсери, які емігрували зі своєї батьківщини, побудували поселення Ебніт на західному схилі долини в 1351 році. Це поселення було незалежним муніципалітетом до 1932 року, а потім було включено до складу міста Дорнбірн.

### Етимологія
Австрійське федеральне відомство з метрології та геодезії визначає назву річки як Дорбінгер Ах (Dornbirner Ach), що робить цю назву офіційною та використовується для етимологічного дослідження. Крім того, уряд землі Форарльберг в 1960/61 році встановив у Форарльберзі численні назви місцин і визначив назву річки Дорнбірнерах. Це позначення все ще використовується сьогодні, але більше не є офіційним написанням.
Якщо поглянути на ім'я Дорнбірнер Ах етимологічно, воно поділяється на два слова Дорнбірн і Ах. Дорнбірн — це назва муніципалітету, через який здебільшого протікає річка. Вперше назва міста з'явилася 15 жовтня 895року як Torrinpuirron у документі латиною документі монастиря Святого Галла. Це слово означає маєтки Торро, де Торро був постійним фермером у районі сьогоднішнього Дорнбірна. Друге слово — ache — походить з кельтського і споріднене з латинським aqua та нижньонімецьким "aa", що у зв'язку з водоймою означає баварською «швидка річка або струмок з великим уклоном».
Колишня назва Дорнбірнер Ах, Фусс Ах (Fuss Ach), ймовірно, частково німецького походження, вперше згадується як Fossonas у податковому реєстрі монастиря Пфеферс у 840 році у зв'язку з громадою Фусах, названою на честь річки. Ця назва виникла зі зміни написання Fozzaha і Fuozza в 11 столітті на Фуссах.

## Природа

### Флора

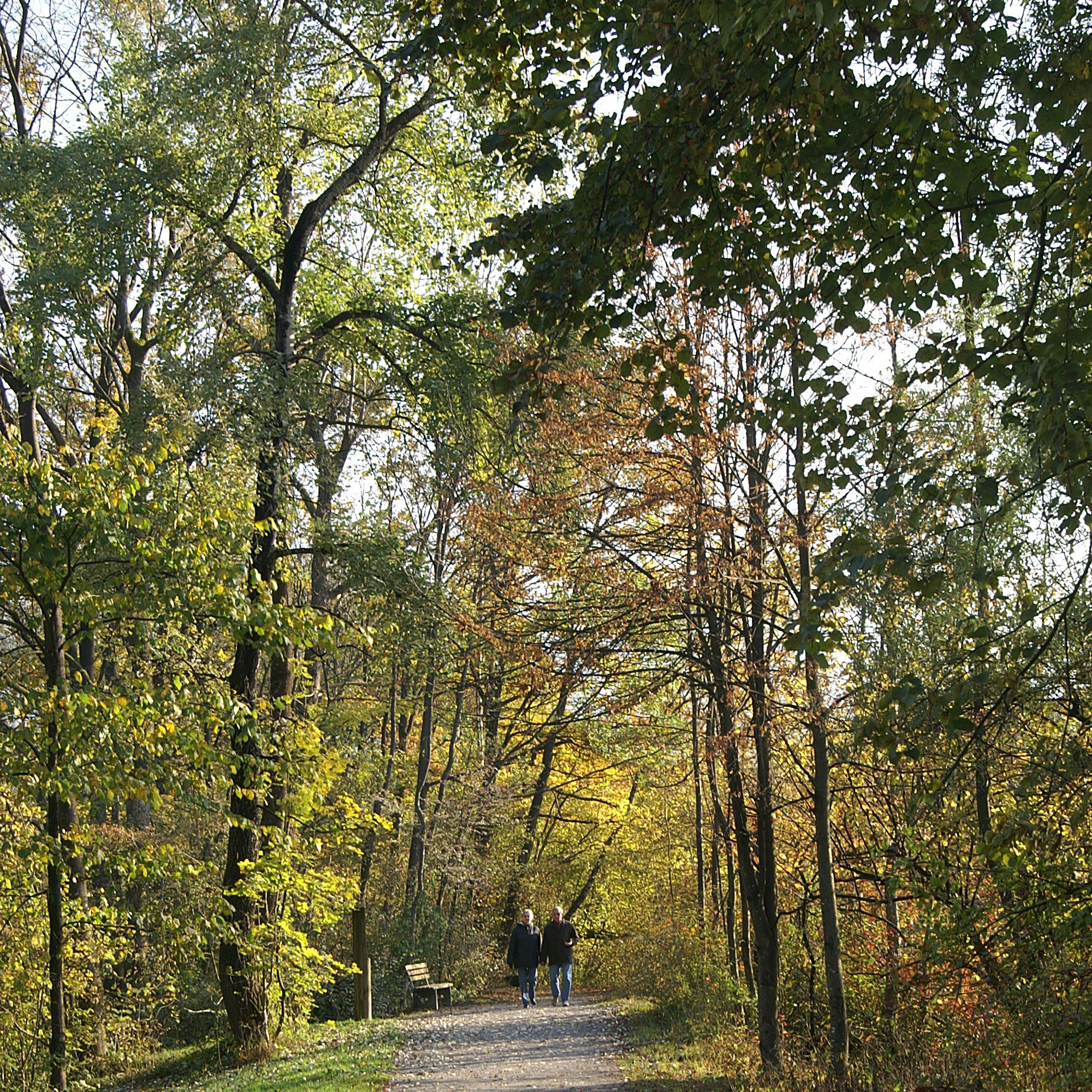
Типовий листяний ліс на Ахдамм в місцевій зоні відпочинку

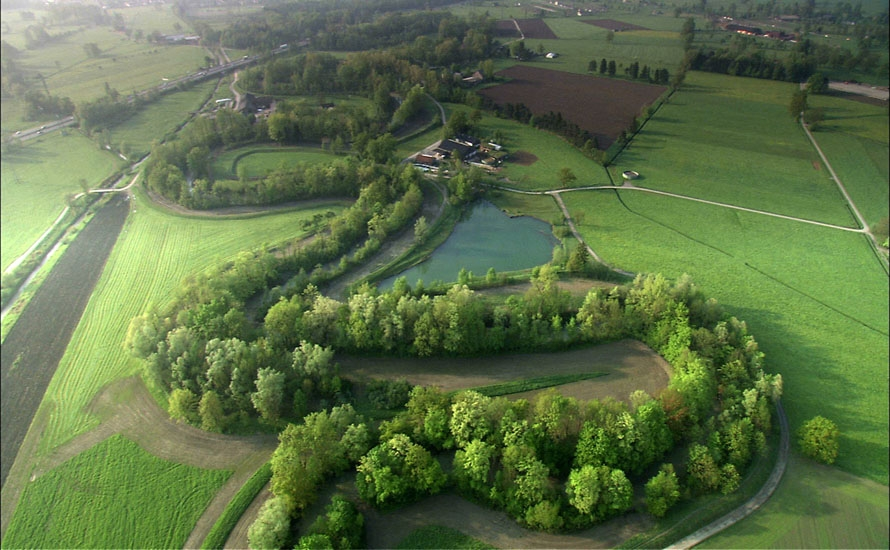
Меандр Дорнбірнер Ах з прилеглими полями та луками

У верхній течії Дорнбірнер Ах — це чистий гірський потік. Він протікає у Валорсерталі через переважно альпійські зелені зони з пишною травою. Зрідка зустрічаються також хвойні рослини та чагарники. Однак через сільське господарство в Альпах більшість площі використовується для випасу худоби. У подальшому руслі річки, приблизно від притоки Брудербах, річка глибоко вривається в профіль гірського ландшафту і іноді утворює ущелини, які варті уваги. Біологічне різноманіття рослин тут, відповідно, невелике. Лише деякі типові тіньові рослини, такі як мохи або лишайники, кидають виклик негостинним умовам цієї ділянки. Прикладами квіткових рослин тут є вечорниці духмяні, подорожник високостеблий (Plantago altissima), орлики звичайні та рідкісні суниці зелені.
З кінця ущелини Раппенлох, тобто в Гютле, густі хвойні ліси гірського ландшафту Дорнбірна знову починають вистилати береги Дорнбірнер Ах. Це змінюється лише з початком міської зони, де природна флора і фауна спочатку сильно обмежені. Вся річка проходить через східну частину міста бетонним руслом. Лише кілька кущів знайшли новий дім у цьому неприродному середовищі; образ річки постає тут — як неодноразово критикували — штучним і недоступним. Кілька видів, які утвердилися біля цієї частини русла річки, включають вербу білу, вербу пурпурову, тополю, ясен звичайний, явір, ліщину, в'яз і бузину.
Нижче залізничної лінії зовнішній вигляд річкового середовища змінюється дуже суттєво, і Дорнбірнер Ах знову входить у переважно природне русло з пишними листяними лісами праворуч і ліворуч. У цих лісах — відомих жителям Дорнбірна як місцевий рекреаційний район — немає хвойних дерев, що дуже нагадує пізніший ландшафт Рідса. Дорнбірнер Ах на цій ділянці має багато меандрів. Тут знову є переважно багаті луки та пустища, що лежать по обидва боки Ах, але майже немає полів. Це не зміниться до впадіння у Боденське озеро.
Більшість територій у нижній течії Дорнбірнер Ах належить до зон Natura 2000 Лаутерахер Рід і Дельта Рейну, а також до природного заповідника Біркен-Шварц-Цойг-Меандер Дорнбірнер-Ах.

### Фауна
Хоча вода в Дорнбірнер Ах частинами сильно забруднена, у всьому руслі річки все ще є риба, яка пристосувалася до цих обставин і була випущена рибальською асоціацією Дорнбірна. Особливо у верхній, чистій частині річки та численних притоках ще багато риби. Тут у воді Дорнбірнкр Ах живуть переважно місцеві види, такі як бура форель, пструг райдужний, пічкур звичайний, бабець європейський чи голець. Крім того, у Валорсерталі були помічені бабки та різні саламандри. Потужна забудова в нижній течії або в міській зоні Дорнбірна перешкоджає розселенню нових видів у цих районах.
У 2014 році Асоціація рибальства Ліхтенштейну в районі Альпійського Рейну випустила близько 10 000 осіб материнської риби підуста. Передбачається, що відбудеться розселення у водах Ліхтенштейнської низовини, пов'язаної з Альпійським Рейном.

### Будівельні заходи

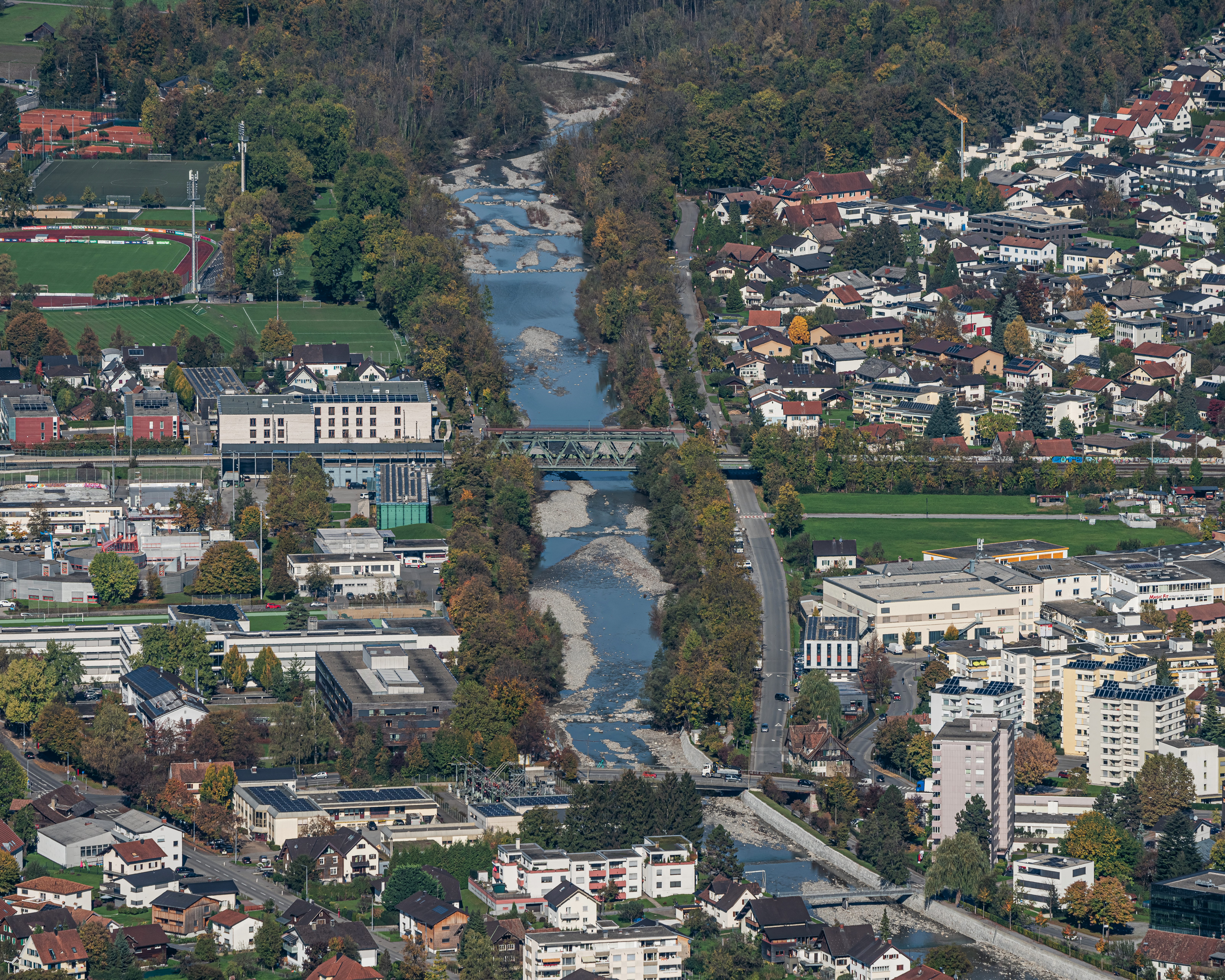
Дорнбірнер Ах у місті Дорнбірн

Дорнбірнер Ах, поряд з Брегенцер Ах, є одним із найсильніших потоків у Форарльберзі. Зазвичай цього не видно, але кількість води, що переноситься, може збільшитися протягом кількох годин, і Ах може перетворитися на поток. Тому кам'яні розмежувальні стіни, сплановані Алоїсом Негреллі фон Мольдельбе 1830 року і побудовані 1834 року, були замінені сучасними бетонними системами, які мають на меті запобігти ризику затоплення від Гютле і далі. У міській місцевості річка проходить терасами в бетонному руслі. Лише під залізничною лінією ці штучні стіни замінюються природними, порослими лісом земляними стінами та гравійними острівцями, які тут беруть на себе захист від повеней. Дорнбірнер Ах відомий як постійний будівельний майданчик для боротьби з потоками та лавинами у землі Форарльберг, оскільки його або одну з його численних приток необхідно постійно будувати. Для цього біля долинної станції канатної дороги Каррензайлбан облаштували будівельний майданчик для боротьби з потоками та лавинами.

## Використання

### Промисловість

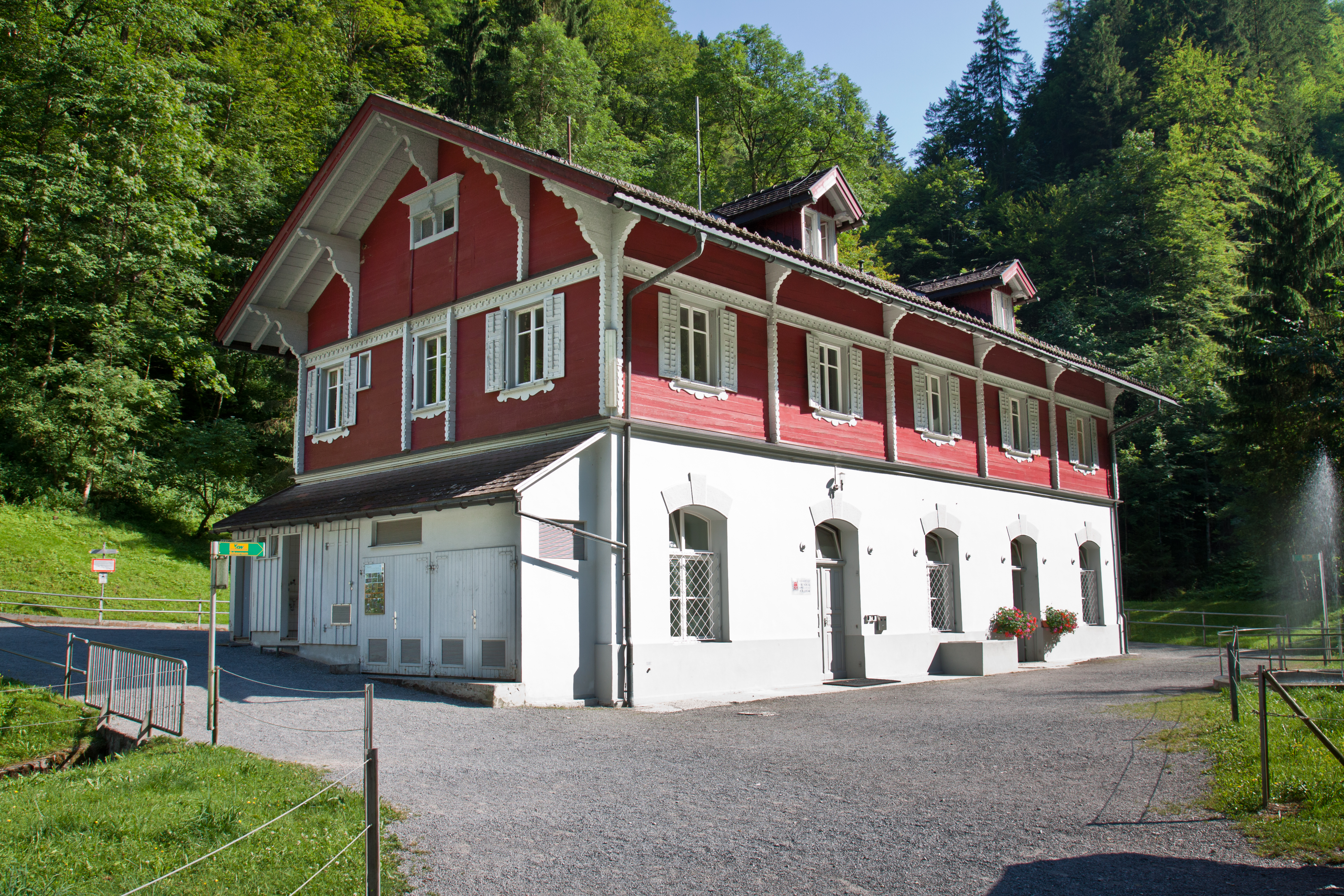
Електростанція Ебензанд — це невелика проточна електростанція VKW

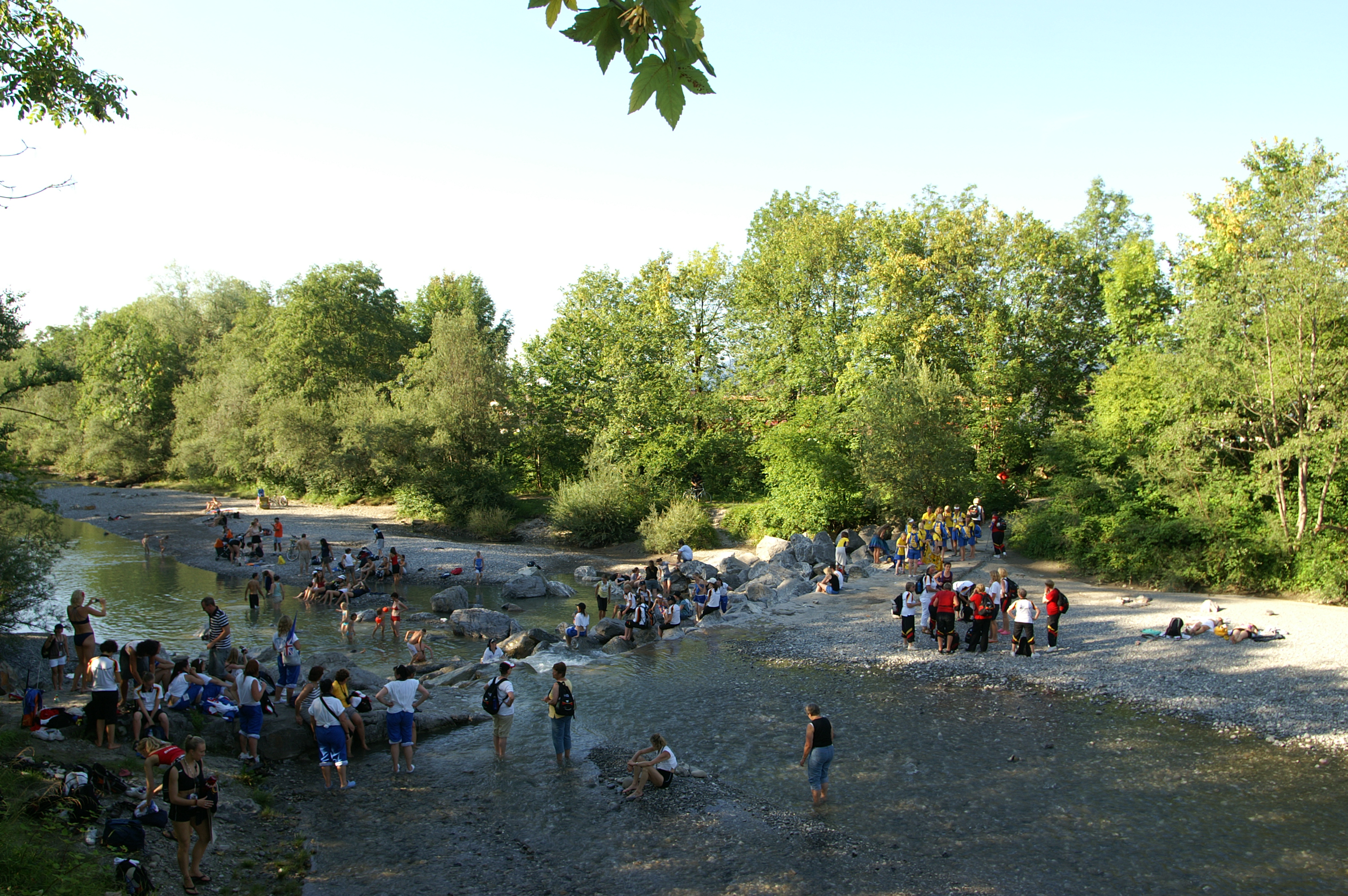
Відпочинок на Всесвітній Гімнаестраді 2007 р.

Дорбінгер Ах на початку 20-го століття використовувався процвітаючою текстильною промисловістю в Дорнбірні як постачальник енергії, але він помітно втратив своє економічне значення. Лише електростанція Ебензанд, друга найстаріша електростанція у Форарльберзі, яка належить VKW, досі використовує гідроенергію річки для виробництва електроенергії з водосховища Штауфензе. Через дозволені рівні води в зоні купання в лісі Енц, де вода з Дорнбірнер Ах все ще використовувалася як вода для купання до 1964 року, для промислового використання (відомого як Мюллербах), Дорнбірнер Ах теоретично сухий протягом 218 днів на рік. На практиці, однак, для захисту річки забирається набагато менше води, ніж дозволені 1800 літрів на секунду. Крім того, невелику кількість гірських порід видаляють з притоки Кобелах під час гравійних робіт у верхній частині річки.

### Зона відпочинку
Дорнбірнер Ах набагато важливіший як місцевий рекреаційний та туристичний район. Це, перш за все, ущелина Раппенлох, яка приваблює туристів з усього світу. Багато людей з Дорнбірна знайомі з нижньою частиною річки в районі Ахауена як місцевою зоною відпочинку. Особливо влітку на кам'янистих берегах штучного русла струмка під Зегербрюке сидять городяни, які шукають відпочинку. У 2013 році якість купання в Дорнбірнер Ах у районі міста була оцінена п'ять разів як «достатня» і один раз як «дуже добра» відповідно до інструкцій з якості уряду Форарльберга. Спочатку навіть популярний відкритий басейн в Енці живився водою з Дорнбірнер Ах. Тільки після повторного відкриття нового лісового басейну Енц 24 червня 1988 року вода з Ах більше не використовується в басейні. У ході відродження Ахауена місто Дорнбірн створило фітнес-доріжку та великі пішохідні доріжки в лісистих місцевостях під залізничною лінією.

### Питна вода
Ви можете рибалити на Дорнбірнер Ах за наявності відповідної ліцензії. Дорнбірнер Ах має якість питної води (клас I—II) щонайбільше у верхній частині річки, нижче якість води, як правило, визначається як II клас якості води. Найнижче після того, як очищені стічні води були подаються на станцію очищення стічних вод Дорнбірн-Шварцах у районі біля броду Ахфурт (на кілометрі 7,84 км течії), вода річки більше не придатна як питна та відповідає класу якості води. II—III.

## Вебпосилання
- Aktueller Wasserstand [Архівовано 27 грудня 2017 у Wayback Machine.] der Dornbirner Ach an der Messstelle Enz
- Eintrag zu Dornbirner Ach im Austria-Forum (im AEIOU-Österreich-Lexikon)